# Schalenbräune (Apfel)
Schalenbräune ist eine Lagerkrankheit des Apfels, die häufig in drei verschiedene Formen eingeteilt wird:

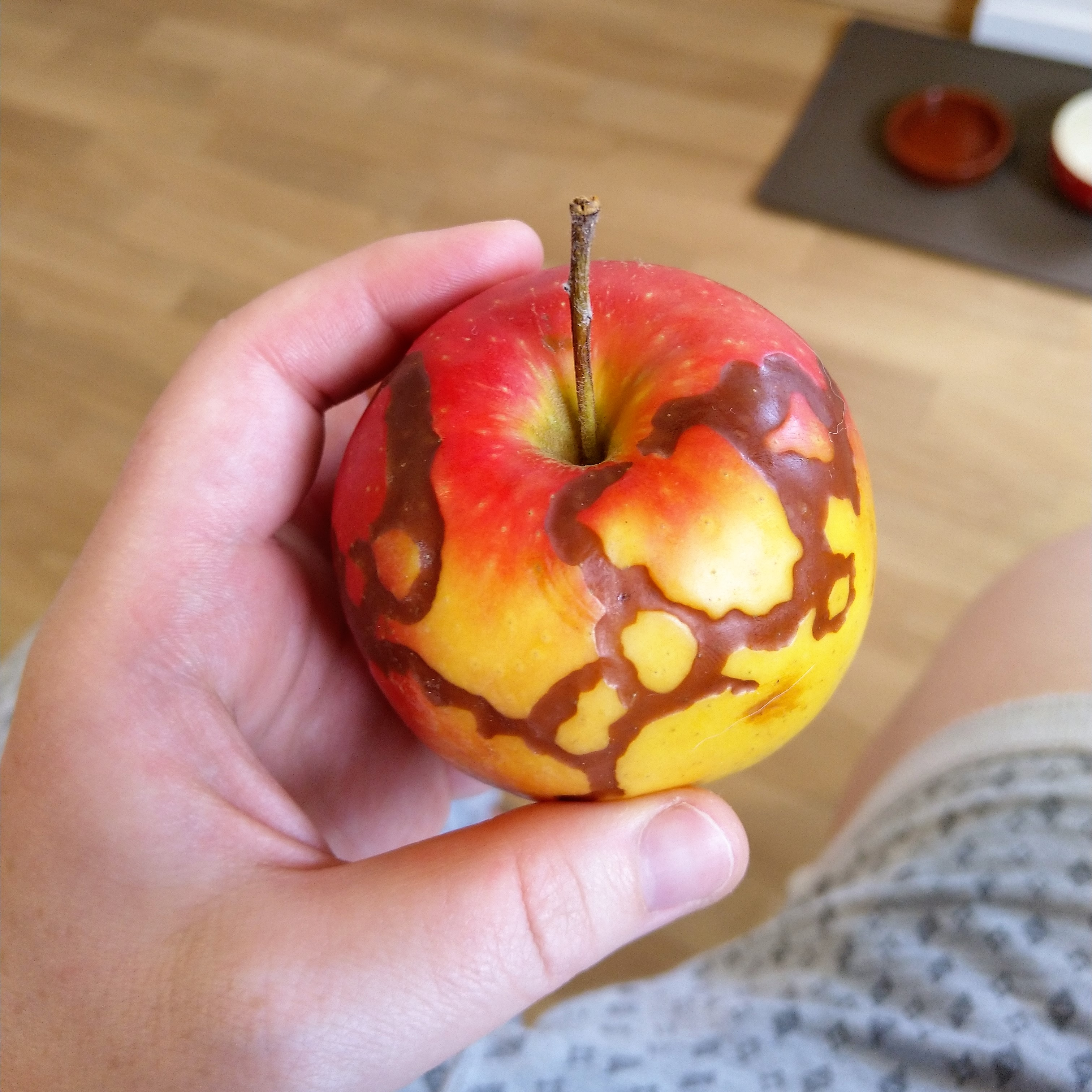
Schalenbräune an einem Rubinstar-Apfel

## Formen
- Gewöhnliche Schalenbräune (superficial scald): Die gewöhnliche Schalenbräune entwickelt sich bei anfälligen Sorten erst nach drei bis vier Monaten im Lager. Sie tritt vor allem in wärmeren Anbaugebieten bei Sorten wie 'Granny Smith' und 'Red Delicious' auf. In den gemäßigten Klimazonen sind vor allem 'Jonagold', 'Berlepsch' oder 'Melrose' betroffen. 'Gala' und 'Fuji' gelten als mäßig anfällig.[1] Nach der Entnahme der Äpfel aus dem Lager kann es unter Raumtemperaturen zu einer schnellen Ausbreitung der Schalenbräune kommen.
- Altersschalenbräune (senescence scald): Die Altersschalenbräune kann bei nahezu allen Sorten durch Überlagerung auftreten.
- CO2-bedingte Schalenbräune (superficial CO2 injury): An der Schattenseite des Apfels während der Reife am Baum, oder im Lager bei hellschaligen Sorten.[2]

## Krankheitsbild
Betroffene Äpfel haben eine großflächige, unscharf begrenzte Verbräunung der äußeren Epidermis der Fruchtschale. An den betroffenen Stellen sinkt das Gewebe etwas ein, das Fruchtfleisch ist hingegen völlig unbeschädigt. Der Geschmack ist davon nicht betroffen, und die Äpfel können bedenkenlos verzehrt werden.
Ein Verkauf als Tafelfrucht ist in der Regel trotzdem nicht mehr möglich.

## Krankheitsursache
Für die genaue Ursache der Schalenbräune besteht noch viel Forschungsbedarf. Als allgemein akzeptiert gilt jedoch, dass natürlich vorkommende Volatile, die α-Farnesene, zu lange auf der Fruchtschale verbleiben und dort zu einer Vielzahl weiterer Produkte (vor allem Triene) oxidieren. Diese Oxidationsprodukte führen zu einer Schädigung der Zellen innerhalb der Epidermis der Fruchtschale. Ethylen fördert die Bildung von α-Farnesenen, welche schließlich unter Sauerstoffeinfluss zu konjugierten Trienen oxidieren. Der Grund, wieso es Unterschiede in der Anfälligkeit zwischen den verschiedenen Sorten gibt, ist noch unklar. Es könnte jedoch ein Zusammenhang mit den natürlich vorkommenden Antioxidantien in der Fruchtschale geben.

## Bekämpfung
- Reduzierung der Ethylenkonzentration während der Lagerung (Ethylen-Scrubber)
- Gute Luftumwälzung
- Niedrige Sauerstoffkonzentrationen von 1,0 bis 1,5 % (ULO-Lagerung)
- Luftfeuchte bei anfälligen Sorten maximal 92 %
- Guter Baumschnitt für eine gleichmäßige Belichtung der Früchte
- Richtiger Erntezeitpunkt[2][1][4]

## Sonstiges
In vielen Ländern wird der Schalenbräune mit Hilfe einer Nacherntebehandlung vorgebeugt. Dazu werden die Äpfel mit Antioxidantien wie Diphenylamin (DPA) oder Ethoxyquin behandelt, wobei letzteres bei bestimmten Apfelsorten Schäden hervorrufen kann. Diese Behandlung sollte innerhalb einer Woche nach der Ernte erfolgen. Als wirksam hat sich auch eine Behandlung mit Mineralöl oder Pflanzenöl erwiesen. Diese scheinen die α-Farnesene zu absorbieren, wodurch eine weitere Oxidation nicht mehr möglich ist. In Deutschland ist jegliche Form der Nacherntebehandlung verboten, weswegen der Schalenbräune nur durch gute Wachstums- und Lagerbedingungen vorgebeugt werden kann.